# Fuerzas Armadas Rebeldes
Las Fuerzas Armadas Rebeldes (FAR) fueron la primera organización guerrillera de Guatemala. Fue fundada a finales de 1962 (aunque oficialmente fue el 7 de febrero de 1963)) a partir de la unión entre el Movimiento Revolucionario 13 de Noviembre, el Movimiento Estudiantil 12 de abril, y el Destacamento 20 de octubre del Partido Guatemalteco del Trabajo (PGT). Las FAR encararon la tensión entre la dirección política y militar de la lucha guerrillera. Inicialmente se acordó que el PGT se haría cargo de lo político y las FAR de lo militar. Esta división artificial fracasó y condujo a permanentes conflictos.
El primer comandante en jefe de las FAR fue el Teniente de Infantería Luis Augusto Turcios Lima, ex-oficial del Ejército de Guatemala, muerto el 2 de octubre de 1966 en un extraño accidente automovilístico Posteriormente pasó a comandarla César Montes, quien poco antes de la ofensiva contrainsurgente iniciada en octubre de 1966 abandonó Guatemala y la dirección guerrillera. Su tercer Comandante fue Camilo Sánchez, capturado y asesinado por el Ejército de Guatemala. Finalmente, el Comandante Pablo Monsanto asumió la dirección de las FAR hasta su disolución en 1996.

## Historia
Durante el gobierno del Coronel Enrique Peralta Azurdia se creó una nueva fuerza paramilitar del Ejército de Guatemala, llamados los Escuadrones de la Muerte, los cuales se encargarían de secuestrar y asesinar a opositores. Fue a partir de su gobierno que empezó una serie de secuestros, torturas y asesinatos selectivos (principalmente en la Capital), contra intelectuales, sindicalistas, artistas, escritores, estudiantes, docentes y cualesquiera otros opositores políticos, así como de quienes fueran colaboradores o simplemente simpatizantes de los grupos de izquierda; pero la izquierda no se quedó de brazos cruzados: el 1.º de abril de 1965, varias personas resultaron heridas y edificios públicos y privadas dañadas luego de varios atentados terroristas de las Fuerzas Armadas Rebeldes mientras Peralta Azurdia presentaba al congreso su informe de los dos años de su gobierno militar.  Los ataques fueron dirigidos a oficinas militares y al edificio del Congreso de la República, en donde en ese entonces funcionaba la Asamblea Constituyente que estaba redactando la nueva constitución; una bomba estalló a 300 metros de la casa presidencial, y otras dos fueron activadas en residencias de diputados en el sur de la Ciudad de Guatemala.
Cuando las FAR se reorganizaron, en marzo de 1965, Chiquimula sirvió como un corredor estratégico entre el Frente Guerrillero «Edgar Ibarra», ubicado en la Sierra de las Minas, y la frontera con Honduras.  Una unidad del Movimiento Revolucionario 13 de Noviembre (MR 13) llegó hasta Olopa, reuniendo a los indígenas ch'ortís, ofreciendo tierra y libertad.  En su trabajo organizativo, los cuadros del MR 13 se apoyaron en los dirigentes local del movimiento agrarista de los años cincuenta y en los líderes de los partidarios del Partido Revolucionario.
Gran parte de las personas que asistieron a las reuniones con la guerrilla en las aldeas eran militantes o seguidores del Partido Revolucionario, pero no todos los miembros de este partido eran miembros políticos de la insurgencia.  Para 1966 la guerrilla controlaba varias aldeas de la región, pero en noviembre de ese año el Ejército instaló un destacamento en la cabecera municipal de Olopa y dio comienzo una ofensiva contra la insurgencia y sus colaboradores. Para 1966, las acciones del FAR comenzaban a escalar.
Las FAR participaron en la contienda política arengando a la población para que votara por Julio César Méndez Montenegro, pero al asumir éste la presidencia, el Ejército de Guatemala, quien era utilizado por el poder económico, no le permitió ningún margen de acción, y los intentos por reducir la violencia tanto de la extrema derecha y de la extrema izquierda no fueron suficientes. De hecho, durante su gobierno la violencia política se incrementó.  Es más, dos años después de la toma de posesión, el vicepresidente de la República Clemente Marroquín Rojas hace público que el presidente había pactado previamente con el Ejército de Guatemala, quien arrogándose ser quien decidía lo mejor para la nación, lo conminó a que les deje mano libre para aplicar su estrategia contrainsurgente a cambio de dejarlo gobernar.
A los pocos meses de su gobierno, el ejército inició la represión en el área urbana y rural. Por otra parte, en Río Hondo, Estanzuela, Teculután, Santa Rosalía y otros lugares del departamento de Zacapa, la población creía que los guerrilleros iban a regresar a la capital para tomar el poder junto con Méndez Montenegro, pero cuando estos le dicen a la población que no es así, que deben esperar y que va a haber una guerra prolongada, los pobladores se desencantan del movimiento guerrillero y los campesinos, sintiéndose engañados, por retirar su colaboración a la guerrilla.
Ese mismo año volvió a Guatemala el poeta Otto René Castillo quien integró la guerrilla de las Fuerzas Armadas Rebeldes (FAR); negándose a permanecer en un refugio en la Ciudad de Guatemala estuvo con los combatientes de la Sierra de las Minas donde se dedicaba a preparar obras de teatro que los combatientes representaban ante los campesinos del área para hacerles llegar el mensaje insurgente.  En ese entonces, los elementos guerrilleros estaban integrados por un grupo de exsoldados rebeldes y otros eran estudiantes de secundaria o de la Universidad de San Carlos y dos profesionales (economista y antropólogo), pero sin ningún sustento ideológico, por lo que al ingresar al movimiento, a Otto René Castillo fue asignado hacerse cargo de la formación en los conceptos teóricos ideológicos de los combatientes.
El 2 de octubre de 1966, Luis Turcios Lima falleció carbonizado en un accidente de tránsito en la 11 avenida y 10a calle de la zona 1 de la Ciudad de Guatemala a las 3 de la mañana, salvándose la dama que lo acompañaba. Los guerrilleros calificaron la muerte como un atentado, aduciendo que el vehículo en que se conducía Turcios Lima había sido «modificado» para que a determinada velocidad «frenara de repente», ocasionando que volcara y se incendiara. Lo extraño del accidente, es que el comandante guerrillero iba conduciendo el vehículo, sin seguridad o escolta, a tan altas horas de la noche. La muerte de Turcios Lima ocasionó un desmoronamiento en las filas de las FAR, pero la agrupación trata de reponerse con el nombramiento del Comandante César Montes.
Un hecho que conmovió a la sociedad guatemalteca, fue el secuestro, tortura y asesinato de la Miss Guatemala de 1958, Rogelia Cruz Martínez quien se había unido a la lucha armada después de las jornadas estudiantiles de 1962. Fue raptada en diciembre de 1967 por las fuerzas gubernamentales, y encontrada muerta el 11 de enero de 1968 cerca de un puente en las proximidades de Escuintla, con terribles señales de tortura. El Partido Guatemalteco del Trabajo (PGT), vengó esta acción, atacando a un grupo de personal militar de Estados Unidos, matando a dos e hiriendo a un tercero.[cita requerida]
En agosto de 1968, la Fuerzas Armadas Rebeldes (FAR)  asesinaron al embajador de Estados Unidos en Guatemala John Gordon Mein, siendo el primer embajador de EE. UU. en ser asesinado mientras servía a su país en el extranjero. Como represalia, el Ejército de Guatemala asesinó a varios dirigentes de las FAR. El embajador fue asesinado a escasas cuadras de la Embajada de los Estados Unidos, al salir de un almuerzo con el canciller Emilio Arenales Catalán. El embajador John Hamilton describió el asesinato de su colega John Gordon Mein de la siguiente manera: «Eran las 3:30 de la tarde. El Embajador, de 54 años, iba de regreso a la Embajada después de participar en un almuerzo ofrecido por el entonces Ministro de Relaciones Exteriores, Emilio Arenales Catalán. Estaba a sólo unas diez calles de la Embajada. En lo que parece haber sido un frustrado intento de secuestro, su carro fue detenido sobre la Avenida de la Reforma por dos autos que le bloquearon el paso. Dos hombres salieron del carro que paró frente al suyo, y le ordenaron que saliera y que subiera a uno de los vehículos. El Embajador empezó a correr y le dispararon. Los atacantes huyeron del lugar.» De acuerdo a los reportes de la Comisión para el Esclarecimiento Histórico de las Naciones Unidas, en ese entonces en la Ciudad de Guatemala el capitán guerrillero que dirigía la «Resistencia de la Ciudad», Ramiro Díaz, tenía las posiciones más radicales dentro de las FAR.  Cuando el comandante Camilo Sánchez fue capturado por las fuerzas de seguridad, Ramiro Díaz quiso aprovechar el momento no solamente para liberarlo, sino que también para dar un golpe espectacular y demostrarle a los altos mandos de las FAR que era en la ciudad en donde debería estar la dirección de las FAR.  Gordon Mein acababa de salir de una reunión con el entonces canciller guatemalteco, licenciado Emilio Arenales Catalán, cuando los miembros de las FAR intentaron secuestrarlo; cuando opuso resistencia, fue asesinado.

### Victoria Contrainsurgente de 1968
Como ya se indicó, el Ejército de Guatemala tomó medidas drásticas para aplastar a la subversión; las operaciones contra ésta en el Oriente del país fueron efectivas: se destruyeron sus depósitos de armas, sus líneas de comunicación y abastecimiento.
Tras un combate en el que su unidad fue desbandada y su comandante huyó dejando a los combatientes abandonados, Otto René Castillo, el poeta insurgente, fue capturado por unidades militares bajo el mando de Arana Osorio, entonces jefe de la Zona Militar de Zacapa, el 19 de marzo de 1967. Castillo fue torturado brutalmente y murió como mártir, quemado vivo junto a otros trece colaboradores de la insurgencia, incluyendo a su compañera sentimental, Nora Paiz Cárcamo.
Con la muerte de Turcios Lima, la ofensiva contrainsurgente, la desorganización se impregnó en el grupo y se dieron deserciones y entregas voluntarias a las autoridades. Se estima que al final de este operativo, habían muerto entre cinco mil y seis mil personas. A finales de 1968 el Coronel Carlos Arana Osorio informó de manera oficial que se había neutralizado el accionar militar del PGT, las FAR y el MR-13 y se determina que la guerrilla no ha «echado raíces» entre la población civil. Por su comportamiento durante esta ofensiva, Arana Osorio fue conocido como «el Chacal de Oriente».
El Partido Guatemalteco del Trabajo (PGT) trató de sostener la guerra popular prolongada en tres fases, adoptada en el III Congreso del partido donde se estableció como opción única la utilización de todas las formas de lucha,  y lo confirmó un año después al definir que la lucha armada «es la que permitirá el acceso al poder». Sin embargo, ante los errores tácticos y estratégicos cometidos por la dirección del partido, las FAR desautorizaron al PGT en 1968 y decidieron reorganizarse y continuar solos en la lucha. Los dirigentes de los grupos subversivos analizaron las causas de la derrota militar y concluyeron que hubo errores en la concepción del planeamiento revolucionario; además el área donde operaban no permitía incorporar al pueblo a la lucha armada ni unirse a la masa campesina, por lo que el accionar político militar fue ineficaz.

### Secuestros políticos
El 27 de febrero de 1970 fue secuestrado Alberto Fuentes Mohr, quien era el ministro de Finanzas, y había asumido la cancillería tras la repentina muerte de Arenales Catalán, y el 6 de marzo secuestraron a Sean Holly, agregado laboral de la embajada estadounidense. Ambos fueron secuestrados por las FAR, y fueron liberadas luego de que el Gobierno accediera a las exigencias planteadas por los guerrilleros, consistentes en la liberación, en el primer caso, de Vicente Girón Calvillo; y en el segundo, de José Manuel Aguirre Monzón y Vitalina Monzón, junto con la indicación del paradero de dos militantes de la organización.
El 31 de marzo de 1970, en la Avenida de las Américas de la Ciudad de Guatemala fue secuestrado por miembros de las FAR el embajador alemán Karl von Spreti. El 1 de abril las FAR confirmaron que el embajador estaba en su poder y exigieron la liberación de numerosas personas detenidas que, a juicio de los insurgentes, corrían peligro de ser asesinadas; y agregaron como exigencia el pago de 700,000 dólares. Establecieron como plazo para cumplir estas condiciones las tres de la tarde del 4 de abril y manifestaron que de lo contrario «procederían a ajusticiar al autor intelectual y material de la política imperialista». El 5 de abril, los plagiarios señalaron que el plazo estaba agotado y en la noche la policía descubrió el cadáver del embajador en las cercanías de San Pedro Ayampuc, a diecisiete kilómetros de la capital. Un dirigente de las FAR declaró años más tarde a la Comisión para el Esclarecimiento Histórico de las Naciones Unidas:  «El Gobierno no accedió a las presiones y el comando de la región urbana ejecuta al embajador para demostrar que no estaban jugando y que hablaban en serio».

### Crisis y separación del Ejército Guerrillero de los Pobres
Durante la década de 1970 las FAR impulsaron trabajo político y organizativo entre las organizaciones sociales, particularmente en las organizaciones magisteriales, sindicales y campesinas. Establecieron frentes guerrilleros en El Petén (Frente Guerrillero «Lucio Ramírez», «Mardoqueo Guardado», «Panzos Heroico», «Raúl Orantes») Santa Rosa y Escuintla (Frente «Guerrilero Sur») y en la zona metropolitana de Guatemala.  Sin embargo, después de la aplastante derrota que sufrió a finales de 1968, ocurrió un cambio en la mentalidad dentro del grupo, lo cual la llevó a abandonar en gran medida la inspiración Castrista de la década de los sesenta, para adoptar una ideología mucho más nacionalista e indigenista. Este cambio provocó una división dentro de las FAR, que estaban en crisis, conformando el Ejército Guerrillero de los Pobres, el cual surgió a inicios de 1972 y tuvo la peculiaridad de tener el apoyo de católicos comprometidos con los pobres afines a la Teología de la Liberación.

### Unidad Revolucionaria Nacional Guatemalteca
El 7 de febrero de 1982 las FAR se integraron a la Unidad Revolucionaria Nacional Guatemalteca.

### Masacre en la embajada española
El jueves 31 de enero de 1980, cuando la Policía de Guatemala, ingresó a la Embajada de España en Guatemala ante la toma que habían realizado guerrilleros guatemaltecos y en circunstacias confusas ocurrió un incendio en el que 37 personas fallecieron. En su momento las FAR señalo al ejército de perpetrar el ataque. No fue hasta octubre de 2014, cuando un autoridades guatemaltecos empezó Pedro García Arredondo, exlíder del comando policial que participó en la operación policial.

### Masacre de Las Dos Erres
Tras la contrarrevolución de 1954, el gobierno guatemalteco creó el Consejo de Planificación Económica (CNPE) y empezó a utilizar estrategias de libre mercado, asesorado por el Banco Mundial y la Administración de Cooperación Internacional (ICA) del gobierno de los Estados Unidos.  El CNPE y la ICA creó la Dirección General de Asuntos Agrarios (DGAA) la cual se encargó de desmantelar y anular los efectos del Decreto 900 de Reforma Agragia del gobierno de Jacobo Árbenz Guzmán.  En 1959, se aprobó el decreto ley 1286 que creó la Empresa Nacional de Fomento y Desarrollo Económico del Petén (FYDEP), dependencia de la Presidencia de la República, y que se encargaría del proceso colonizador del departamento de Petén; en la práctica, el FYDEP estuvo dirigido por militares y fue una dependencia del Ministerio de la Defensa; paralelamente, la DGAA se encargó de la faja geográfica que colindaba con el límite departamental de Petén y las fronteras de Belice, Honduras y México, y que con el tiempo se llamaría Franja Transversal del Norte (FTN).
En 1974, la empresa Basic Resources empezó a explotar petróleo en el área de Rubelsanto en Petén, y para 1976 la Basic Resources y la petrolera Shenandoah Oil descubrieron petróleo en el norte de Huehuetenango, Quiché y en el área de La Libertad.
El parcelamiento Las Dos Erres, en La Libertad en Petén, fue fundado en 1978, en el contexto de la distribución gratuita de tierras fiscales por parte del Gobierno. La agencia gubernamental FYDEP autorizó en distintos sitios de lotes de tierra. En este sitio de La Libertad dio permiso a repartir 100 caballerías de tierras fiscales a Federico Aquino Ruano y Marcos Reyes, para repartirlas en lotes de una, dos y cinco caballerías a quienes lo solicitaran.
A principios de 1982, varios miembros de la insurgente Fuerzas Armadas Rebeldes realizaron actos de presencia en la zona. A mediados de ese año, en septiembre se produjo una emboscada a las unidades militares, ajusticiando a 17 soldados, confiscándole el armamento y equipo militar, lo hizo que se intensificara la presencia militar.
Ante esta situación, el ejército organizó la Patrulla de Autodefensa Civil en Las Dos Erres, pero con el objetivo de que patrullaran aldeas fuera de su comunidad, como la aldea Las Cruces - hoy municipio de Las Cruces - cercana a la comunidad de Las Dos Erres. Ante la negativa de los habitantes de Las Dos Erres, que solo accedió a defender su propia comunidad, el ejército comenzó a difundir que los habitantes de esta aldea eran guerrilleros. Una de las pruebas aportadas eran las bolsas de frijoles con la marca FAR (Federico Aquino Ruano). Igualmente se corrió el rumor de que el ejército bombardearía la aldea, por lo que esta fue abandonada temporalmente por varias familias.[cita requerida]
El Ejército movilizó a la fuerza élite kaibil hacia Las Dos Erres, y entre 5 y 7 de diciembre de 1982, tomando la aldea y asesinando vilmente 201 campesinos.

## Actividad armada durante la guerra civil
Las FAR son señaladas de varios ataques y asesinatos, como ocurrido el 21 de junio de 1980, cuando liquidaron al sindicalista René Aldama. En enero de 1981, un dirigente del Movimiento de Liberación Nacional, esto en el municipio de Santa Lucía Cotzumalguapa.
No fue hasta el 29 de junio de 1983, cuando miembros de las FAR secuestraron a Marta Elena Ríos Montt, hermana de Efraín Ríos Montt y Celeste Aída Mejía Víctores, acto que atrajo la atención mediática tanto nacional como internacional. El secuestro fue en respuesta a las recientes ofensivas realizadas por las autoridades, y el apoyo brindado por Ronald Reagan durante dicha campaña. No fue hasta el 27 de octubre del mismo año, cuando ambas mujeres fueron liberadas, pero continuando con su campaña armada.

## Incidentes después de la disolución de las FAR
El 3 de septiembre del 2019, una patrulla del ejército guatemalteco que estaba en la búsqueda de una avioneta con estupefacientes, fue emboscada en El Estor, Izabal, la cual dejó como saldo 3 soldados muertos, y otros 3 fueron secuestrados y liberados hasta el día siguiente. En un inicio se señalo a bandas narcotraficantes como responsables del ataque. Después
No fue hasta el 26 de octubre del 2020, cuando César Montes fue arrestado en la ciudad de Acapulco, en una acción coordinada con Interpol México e Interpol Guatemala, por haber sido el autor intelectual del ataque. algunos medios señalaron que el arresto tuvo graves lagunas legales y una detención arbitraria por parte de una justicia guatemalteca.
En mayo, el mandatario Andrés Manuel López Obrador expreso en una conferencia matutina, que el gobierno de Guatemala indulte al exlíder guerrillero (el cual por pagaría una sentencia de 175 años en prisión), alias César Montes, y darle asilo en México.